# Буддизм Діамантового шляху
Буддизм Діамантового шляху — це міжнародна асоціація буддійських центрів школи Карма Каг'ю тибетського буддизму. Перший буддійський центр Діамантового шляху був заснований Ламою Оле Нідалом і його дружиною Ханною, учнями 16-го Гьялва Кармапи. Сьогодні у світі існує понад 700 центрів Діамантового шляху. 

## Історія
Оле та Ханна Найдал провели медовий місяць у Гімалаях. Як і інші хіпі того часу, вони познайомилися з тибетським буддизмом і захопилися ним. Слідуючи вченням Лопон Цечу Рінпоче, в 1969 році вони зустріли 16-го Кармапу, духовного главу лінії Карма Каг'ю, і стали його найближчими західними учнями. Після трьох років вивчення буддійської філософії та інтенсивних тренувань з медитації, включаючи передачу унікальної буддійської практики Діамантового Шляху, яка називається «усвідомлена смерть» (тиб. Phowa), 16-й Кармапа попросив їх навчати, засновувати центри та дбати про те, щоб вчення залишалося живим і привабливим для розумних, критично мислездатних і секулярних людей західного світу. Буддизм Діамантового Шляху слідує лінії Карма Каг'ю тибетського буддизму під керівництвом Трінлея Тхає Дордже, 17-го Кармапи.

## Практики
Буддизм Діамантового Шляху використовує різноманітні техніки медитації Ваджраяни в рамках традиції Карма Каг'ю. Основною практикою в Центрах є медитація на 16-го Кармапу, де кожен ототожнює себе з просвітленими якостями Кармапи, щоб розвинути свої.
У буддійських центрах Діамантового Шляху можна отримати пояснення щодо медитацій від більш досвідчених членів. Однак найважливішою практикою в буддизмі Діамантового шляху вважається ототожнення себе з учителем, а також намагання зберегти бачення Махамудри й практикувати те, чого навчився, у повсякденному житті.
Як і інші практики Карма Каґ'ю, люди зазвичай виконують попередню практику, яка називається нґьондро, що складається з 111 111 повторень кожної з 4 різних медитацій, як це було дано 9-м Кармапою. Нґьондро має бути завершена до того, як практикуючі зможуть перейти до інших практик. У більшості випадків після завершення нґондро студенти практикують медитацію на Восьмого Кармапу, Мікьо Дордже, яка називається "Йога Гуру в чотири сеанси" (тибетською Тун Ши Ламе Налджор).

## Поширення
Буддійські храми Діамантового шляху розташовані в 65 різних країнах: Австралія, Австрія, Аргентина, Білорусь, Бельгія, Болгарія, Бразилія, Бельгія, Болгарія, Канада, Чилі, Колумбія, Коста-Рика, Крим, Куба, Чехія, Данія, Еквадор, Сальвадор, Естонія, Центр Європи, Фінляндія, Франція, Німеччина, Греція, Гватемала, Гонконг, Угорщина, Ісландія, Ірландія, Ізраїль, Італія, Японія, Казахстан, Латвія, Литва, Мальта, Мексика, Монголія, Чорногорія, Непал, Нідерланди, Нова Зеландія, Норвегія, Панама, Перу, Польща, Португалія, Румунія, Росія, Сербія, Сінгапур, Словаччина, Словенія, Південна Африка, Південна Корея, Іспанія, Швеція, Швейцарія, Тайвань, Таїланд, Україна, Велика Британія, США, Уругвай, Венесуела та В'єтнам.

### В Україні
Буддійська організація Діамантового шляху лінії Карма Каг’ю, найбільша українська буддійська спільнота, була зареєстрована в Україні у 1998 році. Її історія розпочалася в 1991 році, коли Лама Оле Нідал перший раз відвідав Київ, Запоріжжя та Харків на запрошення своїх українських учнів. З того часу розпочалася історія буддизму Діамантового шляху в Україні.